# Liste des cavités naturelles les plus longues de la Savoie
La liste des cavités naturelles les plus longues de la Savoie recense, sous forme de tableau(x), les cavités souterraines naturelles connues dans ce département français, dont le développement est supérieur ou égal à mille mètres.
La communauté spéléologique considère qu'une cavité souterraine naturelle n'existe vraiment qu'à partir du moment où elle est « inventée » c'est-à-dire découverte (ou redécouverte), inventoriée, topographiée et publiée. Bien sûr, la réalité physique d'une cavité naturelle est la plupart du temps bien antérieure à sa découverte par l'homme ; cependant tant qu'elle n'est pas explorée, mesurée et révélée, la cavité naturelle n'appartient pas au domaine de la connaissance partagée.
La liste spéléométrique des 37 plus longues cavités naturelles de la Savoie (≥ mille mètres) est actualisée à fin décembre 2019.
La plus longue cavité souterraine naturelle répertoriée dans le département de la Savoie est « le réseau de l'Alpe », sur les communes de Sainte-Marie-du-Mont, Chapareillan et Saint-Pierre-d'Entremont (cf. ligne 1 du tableau ci-dessous).
| \| Histogramme de la répartition des plus longues cavités naturelles de la Savoie par classe de développement -- Les 37 cavités citées fin 2019 sont réparties en 4 classes de développement -- \| \| \| \| \| \| \| \| \| \| \| \| \| \| \| classe I >= 5 000 m 13 cavité[s] \| classe II >= 2 000 m et < 5 000 m 11 cavités \| classe III >= 1 500 m et < 2 000 m 4 cavités \| classe IV >= 1 000 m et < 1 500 m 9 cavités \| \| |                                  |                                              |                                              |                                             |  |
| Le graphique qui aurait dû être présenté ici ne peut pas être affiché car il utilise l'ancienne extension Graph, désactivée pour des questions de sécurité. Des indications pour créer un nouveau graphique avec la nouvelle extension Chart sont disponibles ici . |                                  |                                              |                                              |                                             |  |
| Histogramme de la répartition des plus longues cavités naturelles de la Savoie par classe de développement -- Les 37 cavités citées fin 2019 sont réparties en 4 classes de développement -- |                                  |                                              |                                              |                                             |  |
| |                                  |                                              |                                              |                                             |  |
| | classe I >= 5 000 m 13 cavité[s] | classe II >= 2 000 m et < 5 000 m 11 cavités | classe III >= 1 500 m et < 2 000 m 4 cavités | classe IV >= 1 000 m et < 1 500 m 9 cavités |  |

## Cavités de la Savoie (France) de développement supérieur ou égal à5 000 mètres
13 cavités sont recensées dans cette « classe I » au 31-12-2023.
| Réf. | Cavité (autres noms)                    | Commune                                                      | Massif ou zone                   | Coordonnées (WGS 84)        | Développe. (mètres) | Dénivel. (mètres) | Sources ou références                                                                               | Mise à jour |
| ---- | --------------------------------------- | ------------------------------------------------------------ | -------------------------------- | --------------------------- | ------------------- | ----------------- | --------------------------------------------------------------------------------------------------- | ----------- |
| 1    | Réseau de l'Alpe                        | Sainte-Marie-du-Mont, Chapareillan, Saint-Pierre-d'Entremont | Chartreuse                       | 45° 25′ 07″ N, 5° 54′ 49″ E | +072 300, m         | +0655, m          | Robert Durand                                                                                       | 2012-03     |
| 2    | Système du Granier                      | Chapareillan, Entremont-le-Vieux                             | Chartreuse                       | 45° 27′ 34″ N, 5° 55′ 39″ E | +055 725, m         | +0635, m          | Robert Durand & Grottocenter & Spelunca n°73                                                        | 2012-03     |
| 3    | Réseau Banges - Prépoulain              | Arith                                                        | Bauges, montagne de Bange        | 45° 43′ 27″ N, 6° 05′ 37″ E | +053 955, m         | +0865, m          | Spelunca n°111 & Spéléo magazine n° 96-2016                                                         | 2011-04     |
| 4    | Réseau Garde - Cavale                   | Les Déserts                                                  | Bauges, mont Revard              | 45° 39′ 09″ N, 5° 59′ 02″ E | +049 871, m         | +0340, m          | Spelunca n°94 & Spéléo magazine n° 78, 2012, Spelunca n°87 & Echo des Vulcains n°81, pages 72 à 75. | 2023-12     |
| 5    | Réseau de la Combe des Biolles          | Aillon-le-Vieux                                              | Bauges, mont Margériaz           | 45° 37′ 44″ N, 6° 02′ 29″ E | +026 002, m         | +0591, m          | Denis Bourgeois Spelunca n°111-2008 & Karstologia n°27                                              | 2008-01     |
| 6    | Réseau Pleurachat - Doria               | Saint-Jean-d'Arvey, Les Déserts                              | Bauges, mont Revard              | 45° 36′ 35″ N, 5° 58′ 53″ E | +020 924, m         | +0287, m          | Denis Bourgeois Spelunca n°117-2010 & Spéléo magazine & Robert Durand                               | 2012-02     |
| 7    | Réseau de Malissard                     | Saint-Pierre-d'Entremont, Saint-Bernard                      | Chartreuse                       | 45° 23′ 26″ N, 5° 53′ 31″ E | +018 160, m         | +0415, m          | Dominique Artru Scialet n°38 & Robert Durand                                                        | 2010-01     |
| 8    | Réseau Tanne aux Cochons - tanne Froide | Aillon-le-Jeune                                              | Bauges, mont Margériaz           | 45° 38′ 06″ N, 6° 03′ 26″ E | +017 694, m         | +0825, m          | Denis Bourgeois Spelunca n°111-2008, karstexplo.fr & Au cœur de la terre                            | 2017-01     |
| 9    | Réseau Lot du Bois - Pissieux           | Lescheraines, Le Châtelard                                   | Bauges, mont Margériaz           | 45° 40′ 38″ N, 6° 06′ 14″ E | +012 916, m         | +0185, m          | Denis Bourgeois Spelunca n°111-2008 & au-coeur-de-la-terre.org & ursus.speleo.org & Robert Durand   | 2010-01     |
| 10   | Système Pinet - Brouillard              | Saint-Pierre-d'Entremont, Sainte-Marie-du-Mont               | Chartreuse                       | 45° 26′ 03″ N, 5° 54′ 46″ E | +011 175, m         | +0507, m          | Chartreuse souterraine & Grottocenter                                                               | 2010-01     |
| 11   | Réseau Chavanu - Verrat                 | Aillon-le-Vieux, Aillon-le-Jeune                             | Bauges, mont Margériaz           | 45° 38′ 29″ N, 6° 03′ 18″ E | +010 413, m         | +0662, m          | Spelunca n°135 & Robert Durand                                                                      | 2018-01     |
| 12   | Balme à Collomb                         | Entremont-le-Vieux                                           | Chartreuse, mont Granier         | 45° 26′ 59″ N, 5° 55′ 04″ E | +008 143, m         | +0180, m          | Spéléométrie de la France                                                                           | 2010-01     |
| 13   | Grotte du Mort Ru                       | Saint-Pierre-d'Entremont                                     | Chartreuse, cirque de Saint-Même | 45° 23′ 54″ N, 5° 53′ 51″ E | +008 000, m         | +0331, m          | Scialet n°19                                                                                        | 2010-01     |

## Cavités de la Savoie (France) de développement compris entre2 000 mètreset4 999 mètres
11 cavités sont recensées dans cette « classe II » au 31-12-2019.
| Réf. | Cavité (autres noms)           | Commune                 | Massif ou zone            | Coordonnées (WGS 84)        | Développe. (mètres) | Dénivel. (mètres) | Sources ou références               | Mise à jour |
| ---- | ------------------------------ | ----------------------- | ------------------------- | --------------------------- | ------------------- | ----------------- | ----------------------------------- | ----------- |
| 15   | Creux n° 222                   | Saint-François-de-Sales | Bauges, mont Revard       | 45° 40′ 59″ N, 6° 02′ 13″ E | +004 429, m         | +0310, m          | Cds73.org & Spelunca no 149         | 2018-10     |
| 14   | Grotte de la Folatiére         | Saint-Thibaud-de-Couz   | Chaîne de l'Épine         | 45° 28′ 35″ N, 5° 49′ 07″ E | +004 243, m         | +0197, m          | Spéléométrie de la France           | 2017-12     |
| 16   | Gouffre du Malitou             | Montcel                 | Bauges, mont Revard       | 45° 41′ 40″ N, 6° 00′ 50″ E | +004 057, m         | +0167, m          | Denis Bourgeois Spelunca n°117-2010 | 2010-01     |
| 17   | Grotte Perret - fontaine Noire | Saint-Christophe        | Chaîne de l'Épine         | 45° 26′ 26″ N, 5° 47′ 28″ E | +003 822, m         | +0092, m          | Plongeesout.com                     | 2010-01     |
| 18   | Trou souffleur n°5             | Les Déserts             | Bauges, mont Revard       | 45° 39′ 18″ N, 5° 59′ 43″ E | +003 764, m         | +0220, m          | Spéléo magazine n°112               | 2020-12     |
| 19   | Creux du Grand Tétras          | Arith                   | Bauges, montagne de Bange | 45° 43′ 29″ N, 6° 04′ 13″ E | +002 808, m         | +0216, m          | Au cœur de la terre                 | 2017-02     |
| 20   | Gouffre Parada                 | Aillon-le-Vieux         | Bauges, mont Colombier    | 45° 39′ 03″ N, 6° 06′ 57″ E | +002 560, m         | +0436, m          | Scialet & Scialet n°39 & 44         | 2010-01     |
| 21   | Creux du Loret                 | Arith                   | Bauges, montagne de Bange | 45° 44′ 08″ N, 6° 02′ 45″ E | +002 410, m         | +0434, m          | Spéléométrie de la France           | 2010-01     |
| 22   | Tanne des Enfers               | Aillon-le-Jeune         | Bauges, mont Margériaz    | 45° 37′ 48″ N, 6° 04′ 02″ E | +002 402, m         | +0450, m          | Spelunca n°81                       | 2010-01     |
| 23   | Tanne à la Foire               | Aillon-le-Vieux         | Bauges, mont Margériaz    | 45° 39′ 23″ N, 6° 03′ 46″ E | +002 370, m         | +0526, m          | Spéléo magazine n°109               | 2020-03     |
| 24   | Tanne des Grands Rafous        | Aillon-le-Jeune         | Bauges, mont Margériaz    | 45° 37′ 29″ N, 6° 03′ 22″ E | +002 275, m         | +0390, m          | Spéléométrie de la France           | 2010-01     |

## Cavités de la Savoie (France) de développement compris entre1 500 mètreset1 999 mètres
4 cavités sont recensées dans cette « classe III » au 31-12-2019.
| Réf. | Cavité (autres noms)       | Commune                 | Massif ou zone         | Coordonnées (WGS 84)        | Développe. (mètres) | Dénivel. (mètres) | Sources ou références     | Mise à jour |
| ---- | -------------------------- | ----------------------- | ---------------------- | --------------------------- | ------------------- | ----------------- | ------------------------- | ----------- |
| 25   | Tanne Géantre              | Aillon-le-Vieux         | Bauges, mont Margériaz | 45° 38′ 40″ N, 6° 03′ 09″ E | +001 643, m         | +0130, m          | Au cœur de la terre       | 2010-01     |
| 26   | Grotte de la Tétix         | Saint-Julien-Mont-Denis | Croix des Têtes        | 45° 15′ 53″ N, 6° 26′ 24″ E | +001 599, m         | +0312, m          | Grottes de Savoie t. 16   | 2010-01     |
| 27   | Grotte de la Conche        | Nances                  |                        | 45° 35′ 08″ N, 5° 48′ 14″ E | +001 530, m         | +0140, m          | Spéléométrie de la France | 2010-01     |
| 28   | Gouffre de la Petite Balme | Tignes                  | Vanoise                | 45° 26′ 00″ N, 6° 54′ 34″ E | +001 500, m         | +0230, m          | Spéléométrie de la France | 2010-01     |

## Cavités de la Savoie (France) de développement compris entre1 000 mètreset1 499 mètres
9 cavités sont recensées dans cette « classe IV » au 31-12-2019.
| Réf. | Cavité (autres noms)      | Commune                  | Massif ou zone           | Coordonnées (WGS 84)        | Développe. (mètres) | Dénivel. (mètres) | Sources ou références               | Mise à jour |
| ---- | ------------------------- | ------------------------ | ------------------------ | --------------------------- | ------------------- | ----------------- | ----------------------------------- | ----------- |
| 29   | Tanne Carret              | Aillon-le-Jeune          | Bauges, mont Margériaz   | 45° 38′ 31″ N, 6° 03′ 42″ E | +001 472, m         | +0324, m          | Scialet n°38                        | 2010-01     |
| 30   | Grottes des Échelles      | Saint-Christophe         |                          | 45° 27′ 05″ N, 5° 47′ 30″ E | +001 377, m         | +0068, m          | Spéléométrie de la France           | 2010-01     |
| 31   | Grotte de la Grande ourse | Entremont-le-Vieux       | Chartreuse, mont Granier | 45° 27′ 21″ N, 5° 55′ 19″ E | +001 283, m         | +0209, m          | Robert Durand                       | 2012-03     |
| 32   | Trou du Lion              | Entremont-le-Vieux       | Chartreuse, mont Granier | 45° 26′ 45″ N, 5° 55′ 13″ E | +001 229, m         | +0155, m          | Robert Durand & Grottocenter        | 2012-03     |
| 33   | Fontaine Noire du Cozon   | Saint-Pierre-d'Entremont | Chartreuse               | 45° 26′ 04″ N, 5° 52′ 34″ E | +001 170, m         | +0028, m          | Pierre Boudinet                     | 2012-03     |
| 34   | La Discrète               | Corbel                   | Chartreuse               | 45° 26′ 13″ N, 5° 50′ 50″ E | +001 068, m         | +0099, m          | Scialet n°31                        | 2012-03     |
| 35   | Gouffre du Grand Marchet  | Pralognan-la-Vanoise     | Vanoise                  | 45° 22′ 12″ N, 6° 44′ 06″ E | +001 050, m         | +0363, m          | Spéléométrie de la France           | 2010-01     |
| 36   | Gouffre Christine         | Entremont-le-Vieux       | Chartreuse               | 45° 27′ 38″ N, 5° 50′ 34″ E | +001 016, m         | +0195, m          | Chartreuse souterraine              | 2012-03     |
| 37   | Grotte à Mandrin          | Verel-de-Montbel         |                          | 45° 33′ 21″ N, 5° 44′ 02″ E | +001 000, m         | +0031, m          | Spéléo dossiers n°28 & Grottocenter | 2010-01     |